# Marko Marin
Marko Marin (srbsky Марко Марин) (* 13. března 1989 Gradiška) je bývalý německý profesionální fotbalista srbského původu, který hrával na pozici ofensivního záložníka. Svoji hráčskou kariéru ukončil v roce 2022, a to v dresu maďarského klubu Ferencvárosi TC. Mezi lety 2008 a 2010 odehrál také 16 utkání v dresu německé reprezentace, ve kterých vstřelil jednu branku.

## Klubová kariéra
Počátky Marinovy profesionální kariéry jsou spjaty s Borussií Mönchengladbach. Za tento tým odehrál svůj první zápas v německé Bundeslize dne 31. března 2007. Následně přestoupil do klubu Werder Brémy, jehož byl členem od 1. července 2009. Za Brémy debutoval o měsíc a jeden den později.
V roce 2012 se upsal londýnské Chelsea FC. S Chelsea vyhrál Evropskou ligu 2012/13.
V letním přestupovém období 2013 zamířil na roční hostování do španělského klubu Sevilla FC. Se Sevillou se probojoval opět až do finále Evropské ligy 2013/14, v němž jeho tým porazil portugalskou Benfiku Lisabon až v penaltovém rozstřelu (4:2, 0:0 po prodloužení).
V srpnu 2014 odešel z Chelsea na hostování do ACF Fiorentina, ale na podzim si nepřipsal ani jeden start v Serii A. V lednu 2015 šel hostovat do belgického týmu RSC Anderlecht a od srpna 2015 šel na roční hostování do tureckého Trabzonsporu.
V srpnu 2016 se rozloučil s Chelsea FC a posílil řecký Olympiakos Pireus.

## Reprezentační kariéra
Nastupoval za juniorské týmy Německa včetně reprezentací do 16 let (9 zápasů), 17 let (16 zápasů, 5 gólů), 18 let (4 zápasy, 2 góly) a 21 let (12 zápasů, 1 gól).
Trenér Horst Hrubesch jej nominoval na Mistrovství Evropy hráčů do 21 let 2009 konané ve Švédsku, kde mladí Němci získali svůj premiérový titul v této kategorii.
Marin nebyl nikdy pozván k reprezentaci Bosny a Hercegoviny a tak se rozhodl reprezentovat Německo. Za A-mužstvo Německa debutoval 28. 5. 2008 v přátelském utkání v Kaiserslauternu proti Bělorusku (remíza 2:2.
Když v roce 2008 připravoval trenér Joachim Löw nominaci hráčů na EURO 2008 v Rakousku a Švýcarsku, dostal se Marin do užšího kádru sestaveného ze 26 hráčů, na šampionát však mohlo odjet jen 23. Marin se do nejužšího kádru nakonec nedostal, stejný osud potkal i záložníka Jermaina Jonese a útočníka Patricka Helmese.
O dva roky později byl Marin nominován do reprezentace Německa pro MS 2010 v Jihoafrické republice. Tentokrát se do nejužšího kádru probojoval a odcestoval do Afriky. Zahrál si 29 minut v prvních dvou zápasech skupiny, pokaždé jako střídající hráč. V prvním zápase proti Austrálii se dostal do hry v 81. minutě místo Lukase Podolskiho, proti Srbsku vystřídal v 70. minutě Thomase Müllera.

## Osobní život
Marin se narodil matce Borce a otci Rankovi. V Marinových dvou letech se rodina přestěhovala do Německa, poněvadž zde Marinova matka našla práci. Vyrostl ve městě Frankfurt nad Mohanem, kde začal hrát v místních fotbalových mužstvech. Jeho idolem byl fotbalista Dejan Savićević.